# Bruin boomspijkertje
Bruin boomspijkertje (Calicium salicinum) is een korstmossoort uit het geslacht boomspijkertje (Calicium).

## Determinatie

### Uiterlijke kenmerken
Bruin boomspijkertje is een korstvormig korstmos met een dun thallus en apotheciën op het substraat. Het thallus is uniform of licht gespleten, soms nauwelijks zichtbaar, heeft een gerimpeld of korrelig oppervlak en is witachtig of grijsachtig van kleur. Het bevat protococcoïde algen. De vruchtlichamen bestaan uit een steel en een kop. De steel is 1 tot 2 mm hoog, zelden tot 4 mm, met een glanzend of matzwart oppervlak, alleen bruin onder de kop. De kop heeft een diameter van 0,3 tot 0,6 mm, aanvankelijk bolvormig, later komvormig. Het oppervlak is zwart, aan de zijkanten en onderkant roestig of donkerbruin afgestoft. Het mazaedium is zwart, licht bol of plat, kaal of grijsachtig. Zwart excipulum.

### Microscopische kenmerken
Ascosporen zijn tweecellig, ellipsoïde, 8–14 × 4–7 μm groot. Als ze volwassen zijn, zijn ze grijsgroen tot donkerbruin van kleur. Ze zijn ze ingesnoerd op het septum.

## Ecologie
Bruin boomspijkertje groeit voornamelijk op de schors van bomen, minder vaak op hout. Het leeft in loofbomen, zelden naaldbomen en groeit in schone habitats, vooral in oerbossen. Het leeft in symbiose met de alg Trebouxia.

## Verspreiding
Bruin boomspijkertje kent een kosmopolitische verspreiding. Behalve op Antarctica komt het voor op alle continenten en op veel eilanden. In Europa loopt het verspreidingsgebied in het noorden tot de 69 breedtegraad op het Scandinavische schiereiland. Het komt veel voor in de bergen en is zeldzaam in de laaglanden.
In Nederland is bruin boomspijkertje zeer zeldzaam. Het staat op de Nederlandse Rode Lijst in de categorie 'Kwetsbaar'.

## Fotogalerij

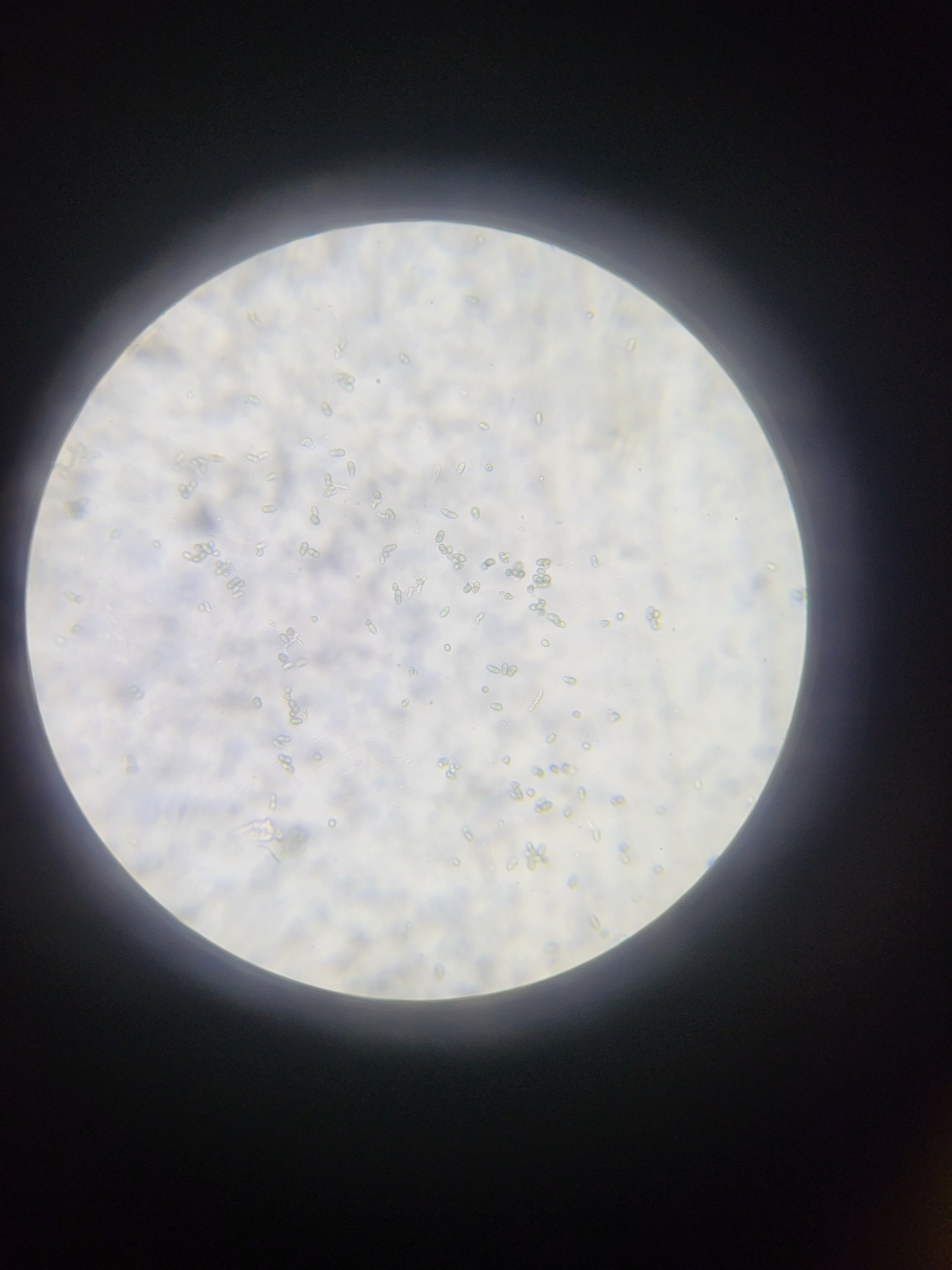
Sporen